# Mesarthim
Mesarthim (γ Arietis / γ Ari / 5 Arietis) es una estrella en la constelación de Aries, la cuarta más brillante de la misma. Su nombre significa en sánscrito "la primera estrella de Aries". Es una estrella binaria cuyas dos componentes, γ1 Arietis y γ2 Arietis, tienen un brillo similar y pueden ser fácilmente resueltas al estar separadas 8 segundos de arco. Se encuentra a 204 años luz de distancia del sistema solar.
γ1 Arietis (HD 11502 / HR 545) es una estrella blanca de tipo espectral B9 V y es la más caliente de las dos, con una temperatura de 11.000 K. Aunque visualmente es menos brillante que su compañera —tiene magnitud aparente +4,83—, en realidad es más luminosa al emitir mayor cantidad de radiación ultravioleta no visible, siendo su luminosidad 56 veces mayor que la del Sol.
Tiene una masa aproximada de 2,8 masas solares.
γ2 Arietis ((HD 11503 / HR 546), de magnitud +4,75, es de tipo espectral A1p y tiene una luminosidad comprendida entre 43 y 52 soles. Es una estrella Ap con un fuerte campo magnético, unas 1000 veces mayor que el campo magnético terrestre.
El magnetismo, concentrado en ciertas zonas de la estrella, propicia la separación de algunos elementos químicos; en concreto, γ2 Arietis muestra una alta concentración de silicio.
Debido a la rotación estelar las diferentes concentraciones de elementos entran y salen del campo de visión, permitiendo conocer el período de rotación de γ2 Arietis —1,609 días— y causando pequeñas variaciones de brillo.
En consecuencia, γ2 Arietis está catalogada como variable Alfa2 Canum Venaticorum, siendo la amplitud de la variación de 0,04 magnitudes.
Las dos estrellas están separadas 500 UA como mínimo, con un período orbital de al menos 5000 años.